# James Carroll (médecin)
Pour les articles homonymes, voir James Carroll et Carroll.
James Carroll est un médecin américain, né le 5 juin 1854 en Angleterre et mort le 16 septembre 1907 à Washington.

## Biographie
Il est le fils de James Carroll et d'Harriet née Chiverton. Il obtient son titre de docteur en 1891 avant de suivre une spécialisation à l’hôpital Johns-Hopkins. Il se marie, en mars 1888, avec Jennie M. George Lucas.
Carroll collabore, de 1897 à 1902, avec Walter Reed qui tente de démontrer l’hypothèse de Giuseppe Sanarelli (1864-1940) sur le bacille de la fièvre jaune. 
Il est premier-lieutenant dans l’armée américaine en poste aux États-Unis et à Cuba et enseigne la bactériologie et la microscopie clinique à l’École de médecine des armées, puis à l’école supérieure de Washington et au département de médecine de l’université George-Washington et, enfin, à l’université Columbia. 
Il est également conservateur du musée de médecine de l’armée.
Pour démontrer que le moustique est bien le vecteur de la fièvre jaune, il n’hésite pas à se faire piquer par un moustique infecté. Il prouve également la nature virale de l’agent infectieux.